# Joaquín Cuello
'Joaquín Cuello Contreras (nacido el 3 de mayo de 1951) es un catedrático universitario y político español.

## Biografía
Doctorado en Derecho por la Universidad de Sevilla (1976). Cursó estudios complementarios en Alemania entre 1974 y 1979 en las universidades de Múnich y Bonn (Max Planck-Instituto de Derecho Penal internacional y comparado, Institu für die gesamten Strafrechtswissenschaft y Rechtsphilosophische Seminar).
Fue profesor ayudante en la Universidad de Sevilla entre 1977 y 1978, profesor titular de la Universidad de Extremadura de 1983 a 1988, ocupando en la misma la cátedra de Derecho penal que mantiene en la actualidad. Fue elegido Magistrado del Tribunal Superior de Justicia de Extremadura el 23 de mayo de 1989, desempeñando su labor hasta el 2000.
Fue Consejero de Presidencia y Trabajo de la Junta de Extremadura de 1993 a 1995, durante el mandato de Juan Carlos Rodríguez Ibarra.
Autor de varios libros y estudios sobre derecho penal, destacan sus trabajos sobre la criminalidad en Extremadura, la teoría de la pena, el concepto de criminalidad y manuales de estudio.